# Каццано-Сант-Андреа
Каццано-Сант-Андреа (італ. Cazzano Sant'Andrea) — муніципалітет в Італії, у регіоні Ломбардія,  провінція Бергамо.
Каццано-Сант-Андреа розташоване на відстані близько 490 км на північний захід від Рима, 70 км на північний схід від Мілана, 22 км на північний схід від Бергамо.
Населення — 1661 особа (2014).
Щорічний фестиваль відбувається 30 листопада. Покровитель — Андрій Первозваний.

## Демографія
Населення за роками:

Станом на 1 січня 2023 року в муніципалітеті офіційно проживав 51 іноземець з 14 країн, серед них 22 громадяни країн Євросоюзу та 6 громадян України.

## Сусідні муніципалітети
- Казніго
- Чене
- Гандіно
- Леффе